# Marín (Nuevo León)
Marín es una localidad del estado mexicano de Nuevo León. Es cabecera del municipio de Marín.

## Demografía
| Censo | Población |
| ----- | --------- |
| 1900  | 2 687     |
| 1910  | 1 858     |
| 1921  | 1 539     |
| 1930  | 1 435     |
| 1940  | 1 245     |
| 1950  | 1 022     |
| 1960  | 1 069     |
| 1970  | 1 352     |
| 1980  | 1 866     |
| 1990  | 2 531     |
| 1995  | 2 737     |
| 2000  | 3 068     |
| 2005  | 3 112     |
| 2010  | 3 075     |
| 2020  | 2 791     |